# Mesamphisopus abbreviatus
Mesamphisopus abbreviatus är en kräftdjursart som först beskrevs av Barnard 1927.  Mesamphisopus abbreviatus ingår i släktet Mesamphisopus och familjen Mesamphisopidae. Inga underarter finns listade i Catalogue of Life.